# Tomorrow (U2)
Tomorrow è la sesta traccia dell'album October degli U2, pubblicato nel 1981. Successivamente la canzone è stata registrata di nuovo dal cantante Bono e dal bassista Adam Clayton in occasione della pubblicazione dell'album: Common Ground: Voices of Modern Irish Music.
Tomorrow, insieme a Lemon, I Will Follow e Mofo è stata scritta da Bono ripensando alla madre Iris scomparsa quando aveva appena 14 anni. In particolare il testo di questa canzone descrive il giorno del funerale della donna.
Il debutto dal vivo di Tomorrow avvenne quando l'October Tour era giunto già a metà, ovvero il 26 gennaio 1982, a Dublino. La performance della band è stata accompagnata dallo strumento tradizionale irlandese uilleann pipes suonato dal musicista Vincent Kilfuff. La canzone è stata eseguita dal vivo durante quel tour soltanto altre due volte: il 17 marzo nella tappa di New York, che coincideva con il Saint Patrick's Day (festa nazionale in Irlanda), e il giorno seguente nella stessa città.
Durante il War Tour gli U2 provarono una nuova versione di Tomorrow. Questa era infatti preceduta da October e le Uilleann pipes vennero sostituite dal Tin whistle suonato da The Edge. La canzone fu eseguita in tutte le tappe della prima leg del tour e nelle prime due settimane della seconda leg. L'ultima volta che è stata suonata dal vivo risale ai primi di maggio 1983.

## Formazione
Gruppo
- Bono - voce
- The Edge - chitarra
- Adam Clayton - basso
- Larry Mullen, Jr. - batteria

Altri musicisti
- Vincent Kilduff - uilleann pipes, bodhrán